# Curt Ludwig
 (novembre 2022).
La mise en forme du texte ne suit pas les recommandations de Wikipédia : il faut le « wikifier ».
Les points d'amélioration suivants sont les cas les plus fréquents. Le détail des points à revoir est peut-être précisé sur la page de discussion.
- Les titres sont pré-formatés par le logiciel. Ils ne sont ni en capitales, ni en gras.
- Le texte ne doit pas être écrit en capitales (les noms de famille non plus), ni en gras, ni en italique, ni en « petit »…
- Le gras n'est utilisé que pour surligner le titre de l'article dans l'introduction, une seule fois.
- L'italique est rarement utilisé : mots en langue étrangère, titres d'œuvres, noms de bateaux, etc.
- Les citations ne sont pas en italique mais en corps de texte normal. Elles sont entourées par des guillemets français : « et ».
- Les listes à puces sont à éviter, des paragraphes rédigés étant largement préférés. Les tableaux sont à réserver à la présentation de données structurées (résultats, etc.).
- Les appels de note de bas de page (petits chiffres en exposant, introduits par l'outil «  Source ») sont à placer entre la fin de phrase et le point final[comme ça].
- Les liens internes (vers d'autres articles de Wikipédia) sont à choisir avec parcimonie. Créez des liens vers des articles approfondissant le sujet. Les termes génériques sans rapport avec le sujet sont à éviter, ainsi que les répétitions de liens vers un même terme.
- Les liens externes sont à placer uniquement dans une section « Liens externes », à la fin de l'article. Ces liens sont à choisir avec parcimonie suivant les règles définies. Si un lien sert de source à l'article, son insertion dans le texte est à faire par les notes de bas de page.
- La présentation des références doit suivre les conventions bibliographiques. Il est recommandé d'utiliser les modèles {{Ouvrage}}, {{Chapitre}}, {{Article}}, {{Lien web}} et/ou {{Bibliographie}}. Le mode d'édition visuel peut mettre en forme automatiquement les références.
- Insérer une infobox (cadre d'informations à droite) n'est pas obligatoire pour parachever la mise en page.

Pour une aide détaillée, merci de consulter Aide:Wikification.
Si vous pensez que ces points ont été résolus, vous pouvez retirer ce bandeau et améliorer la mise en forme d'un autre article.
Pour les articles homonymes, voir Ludwig.
Curt Ludwig, également orthographié Kurt Ludwig (28 mars 1902 à Ashara - 2 avril 1989 à Brême), est un homme politique allemand (NSDAP) et officier SS, avec le grade de SS Brigadefuhrer. À l'époque du national-socialisme, il était membre du Reichstag et chef de la police de Brême.

## Biographie
Ludwig fréquente l'école primaire du village d'Ashara, puis le collège à Langensalza. Il entre à l'école d'agriculture de Gotha et fait partie de la brigade Ehrardt de 1919 à 1923. Il travaille ensuite comme agriculteur dans sa ville natale d'Ashara et dans la ville voisine de Wiegleben. Après avoir rejoint le NSDAP, le 29 août 1925 (numéro de membre 17 225), il est chef de district du parti à Gotha et Langensalza de 1926 à mars 1932. Il rejoint la SA en 1926 et fonde la section de cette organisation en Thuringe. Le 1er avril 1929, il s'engage dans la SS (numéro de membre 1 397) et fonde une section de cette organisation en Thuringe.
Jusqu'en 1932, il travaille dans la propagande à destination des agriculteurs sous la direction de Richard Walther Darré. En février 1932, il suit un cours à l'école du Reichsführer à Munich. En mars 1932, sur ordre de Heinrich Himmler, il démissionne de toutes les organisations du parti à l'exception de la SS.
De 1929 à 1933, Ludwig a été membre du parlement de la province de Thuringe et à partir du 12 novembre 1933 Membre du Reichstag national-socialiste pour la circonscription de Thuringe puis pour la circonscription de Weser-Ems. Il occupe ensuite des postes de commandement dans la SS, jusqu'à diriger à partir d'octobre 1937, la section SS XIV (Brême-Horn), fonction qu'il cumule avec une affectation dans la police.
Durant la Seconde Guerre mondiale, il sert dans la SS, où il occupe plusieurs postes dont celui de SS supérieurs et chef de la police dans le Reichsgau Wartheland, où il a été employé par le commissaire du Reich pour la consolidation du nationalisme allemand (RKF). Peu avant la fin de la guerre, en avril 1945, il est nommé SS Brigadefuhrer.
Après la fin de la guerre, Ludwig fut interné aux États-Unis jusqu'en 1948. Après un procès à Brême, il est dénazifié en 1948. Le Sénat de Brême, en 1952, le classe comme suiveur . Il gagne sa vie à partir de 1948, comme ouvrier du bâtiment, plus tard il travaille dans le secteur commercial.

## Distinction
- Insigne d'honneur en or du NSDAP